# Pseudohostus
Pseudohostus is een geslacht van spinnen uit de familie lynxspinnen.

## Soort
- Pseudohostus squamosus Rainbow, 1915[1]